# 曾禰中條建築事務所
曾禰中條建築事務所（そねちゅうじょうけんちくじむしょ、旧字体：曾禰中條建󠄁築󠄁事務所󠄁）は、曽禰達蔵が1908年（明治41年）に中條精一郎と共同にて設立した建築設計事務所。戦前日本においては最高最大の民間建築設計組織として知られる。
曾禰と中條の他、徳大寺彬麿、高松政雄、中條の息子である国男、曾禰の同級生佐立七次郎の長男である佐立忠雄、吉川清作、大下正男、中村順平、菅原栄蔵、蔵田周忠などが在籍。また、同事務所が手掛けた建築について明治から昭和初期に至る約250件の図面が残っているという。

## 沿革
1906年（明治39年）、曽禰はそれまで勤めていた三菱合資会社を定年退社し、同社建築顧問就任と同時に東京市九段に曽禰建築事務所を開設。翌年に中條を招いて改組。1936年（昭和11年）三井住友銀行大阪中央支店竣工の年に中條、その翌年には曽禰が死去し、事務所も解散となる。